# Ángela Vivanco
Ángela Vivanco Martínez  (Santiago, 9 de marzo de 1963) es una abogada y exjueza chilena. Desde agosto de 2018 hasta octubre de 2024 fue una de las ministras integrantes de la Corte Suprema de Chile.
En septiembre de 2024 se vio involucrada en el llamado Caso Hermosilla por sus vínculos y eventual tráfico influencias con el abogado Luis Hermosilla, acusado por soborno y lavado de activos. Luego de que se diera a conocer esta noticia públicamente y se revelaran conversaciones privadas entre ambos donde intercambiaban información confidencial, la Corte Suprema inició un cuaderno de remoción de su cargo, el que fue aprobado por unanimidad el 10 de octubre del 2024, siendo la segunda ministra en ser destituida de su cargo en la Corte Suprema en los últimos 25 años.

## Biografía
Es hija única, de funcionarios de clase media; sus padres se separaron cuando contaba con dos años. Estudió en el Colegio Argentino del Sagrado Corazón de Santiago, más conocido como las "Monjas Argentinas," con promedio 6,8.
Cursó un semestre en la escuela de medicina de la Universidad de Chile. y luego ingresó a estudiar Derecho en la Pontificia Universidad Católica de Chile, titulándose de abogada en 1989. Es Magíster en Ciencia Política por lo misma universidad. Es Doctora en Derecho por la Universidad de La Coruña, España. Su especialización está en el área de la bioética.

### Matrimonios e hija
En septiembre de 1993 se casó con el abogado Ricardo Ortiz, a quien conoció en el Servel. Sus tres hijastras vivían con ella y la apodaban "Paki"; posteriormente el matrimonio fue anulado.
Estuvo casada con el abogado Raúl Madrid Ramírez, quien fue secretario general de la Pontificia Universidad Católica de Chile, entre 2000 y 2010. Tienen una hija en común.
Actualmente es pareja de Víctor Gonzalo Migueles, quien desde 2024 está siendo investigado por su injerencia en la elección del fiscal nacional.

## Trayectoria
Ha sido cercana a la derecha política en Chile. En 1992 asumió como vicepresidenta del partido Unión de Centro Centro (UCC) de Francisco Javier Errázuriz Talavera, convirtiéndose en secretaria general en octubre del mismo año, y en enero de 1995 asumió la presidencia de dicha colectividad. En las elecciones parlamentarias de 1997 se presentó como candidata a diputada por el distrito 27 (El Bosque, La Cisterna y San Ramón) por el partido Renovación Nacional (RN), no resultando electa.
Su trayectoria se vincula con el mundo privado y académico, donde trabajó como abogada asesora de Empresas UC, y de la Asociación Nacional de Televisión A.G., fiscal en la AFP Planvital S.A. y en la Compañía Renta Nacional de Seguros Generales y Seguros.
Además de ser docente en la Universidad Católica, ejerció como decana de la Facultad de Derecho de la Universidad Santo Tomás entre 2011 y 2012, y como vicerrectora académica en dicho plantel hasta 2016. También fue docente de la Universidad del Desarrollo, Universidad de los Andes y la Universidad Adolfo Ibáñez, y al menos hasta 2023, también figuraba como profesora de la Universidad San Sebastián.
En 2015 participó en la publicación del documento Chile no necesita una Nueva Constitución, elaborado por un grupo de estudios constitucionales de la Unión Demócrata Independiente (UDI) durante el proceso constituyente de esa época, donde se defendía el legado de la Constitución de 1980.
En 2018 representó a la coalición de derecha Chile Vamos en el debate contra el aborto por tres causales; luego representó a la Universidad Católica en un recurso contra el Ministerio de Salud por la objeción de conciencia en la Ley de aborto. Ese mismo año fue ratificada por el presidente Sebastián Piñera como miembro de la Corte Suprema con 30 votos a favor en el Senado. Entre 2022 y 2023 actuó como vocera de esa institución. Desde ese rol formó parte de la Tercera Sala, donde se abordaban fallos relacionados con cuestiones constitucionales, como el derecho a la salud, medioambiente, libertades públicas, o libre competencia.
El 10 de octubre de 2024 fue removida de su cargo de Ministra de la Corte Suprema por voto unánime del pleno de dicha corte, siendo la segunda ministra en ser destituida por sus propios pares después de Luis Correa Bulo en el año 2001.

## Controversias

### Opiniones sobre la Convención Constitucional
Se le criticó al interior del Poder Judicial por su rol demasiado activo en los debates nacionales. En 2022 se manifestó contraria a las normas aprobadas por la entonces Comisión de Sistemas de Justicia de la fallida Convención Constitucional, y rechazó recurso de protección por el uso de químicos tóxicos en los carros lanza aguas en contra de los manifestantes durante estallido social.

### Fallo contra las Isapres
En junio de 2023 se manifestó públicamente, en una entrevista en profundidad al diario La Tercera, sobre el alcance que debería tener la devolución de cobros de las Isapres a sus beneficiarios, todo esto en medio del fallo judicial contra las prestadoras de seguros médicos. Sus declaraciones, cuando aún era vocera de la Corte Suprema y que se realizaron antes que el pleno de la corte deliberara el caso, fueran interpretadas como un intervencionismo y le significó renunciar a su cargo como portavoz de la institución.

## Caso Hermosilla
En septiembre de 2024 y como parte de las investigaciones del llamado Caso Hermosilla, se revisaron las conversaciones de mensajería instantánea entre el abogado penalista y diversos contactos en el poder ejecutivo y judicial, entre ellos Vivanco. La revisión y difusión de sus chats mostró no sólo la estrecha relación de amistad entre ambos, si no la larga lista de favores que se prestaban, entre ellos el eventual tráfico de influencias de Hermosilla en el ejecutivo y en el parlamento para apoyar la nominación de Vivanco como jueza de la Corte, y la entrega de información confidencial desde Vivanco a favor de Hermosilla en ciertos casos en los que éste oficiaba como defensor, particularmente aquellos que involucraban a la Policía de Investigaciones y a Carabineros.

### Suspensión como integrante de la Corte Suprema
Como consecuencia a las acusaciones, el pleno de la Corte Suprema, en una sesión extraordinaria, ordenó la apertura un cuaderno de remoción y suspensión de sus funciones contra Vivanco.
El cuaderno de remoción se basa en los siguientes hechos en que se pide que se informe dentro de los 20 días:
- Interferencia en el último procedimiento de designación del cargo de fiscal nacional y en los nombramientos de conservador de bienes raíces de Viña del Mar y de Concón.
- Irregularidades cometidas en la tramitación y conocimiento de la causa de consorcio Belaz Movitec Spa con Codelco (Causa 141421-2023).[30]
- Intervención en nombramiento de ministros y ministras de cortes en coordinación con el abogado Luis Hermosilla.
- Intromisión en causas en tramitación y en la integración de salas de la Corte Suprema con el abogado Luis Hermosilla.
- Entrega de información acerca de causas relacionadas con miembros de Carabineros de Chile y de las Fuerzas Armadas de conocimiento de la Tercera Sala de esta corte antes de la firma de la sentencia y su notificación, y efectuar recomendaciones procesales al abogado antes mencionado.
- Concertación con el abogado ya referido para obtener el nombramiento de miembros de este tribunal afines a sus intereses.

Luego de que conociera esta información, la Facultad de Derecho de la Pontificia Universidad Católica de Chile (PUC), donde dictaba clases, suspendió sus actividades docentes.
En octubre de 2024 Vivanco y sus abogados, Juan Carlos Manríquez y Cristóbal Osorio, presentaron un escrito de casi 200 páginas para exponer sus descargos ante el proceso de remoción en su contra. Finalmente fue removida de su cargo de Ministra de la Corte Suprema por voto unánime del pleno de dicha corte, por incurrir  "en un comportamiento que afecta los principios de independencia, imparcialidad, probidad, integridad y transparencia que rigen a los miembros de esta magistratura", según señaló el presidente de la Corte Suprema, Ricardo Blanco Herrera. Vivanco es la segunda ministra en ser destituida por sus propios pares después de Luis Correa Bulo en el año 2001.
El 21 de octubre, la PUC la desvinculó de la casa de estudios.

### Acusación constitucional
El 23 de septiembre de 2024 las bancadas de Renovación Nacional, la UDI y Evópoli, presentaron una acusación constitucional contra Vivanco y el juez Sergio Muñoz por notable abandono de deberes. Dos días después los diputados oficialistas y del Partido Demócrata Cristiano también presentaron un acusación contra Vivanco, aunque el documento presentaba errores de redacción.
Como parte de la defensa política, los abogados de Vivanco solicitaron la inhabilitación de 62 diputados que han manifestado opiniones ante el caso porque esto afectaría su actuar imparcial frente a la acusación constitucional. La acción fue rechazada por los parlamentarios y tildada de una amenaza al rol de los diputados.
El 16 de octubre de 2024 el Senado de Chile aprobó por 47 votos la acusación constitucional en su contra por notable abandono de deberes, inhabilitándola para ejercer cargos públicos por cinco años.